# Kyōbashi (Tokyo)
Pour les articles homonymes, voir Kyōbashi.
Kyōbashi (京橋) est un quartier à l'est de la gare de Tokyo dans l'arrondissement de Chūō à Tokyo. C'est l'un des plus anciens quartiers commerçants de la ville bien qu'il ait été éclipsé par Ginza plus au sud et par Nihonbashi plus au nord. Le quartier est desservi par les stations de métro Kyōbashi et Takarachō. Le nom de ce quartier vient du nom d'un pont qui existait autrefois dans le quartier. 

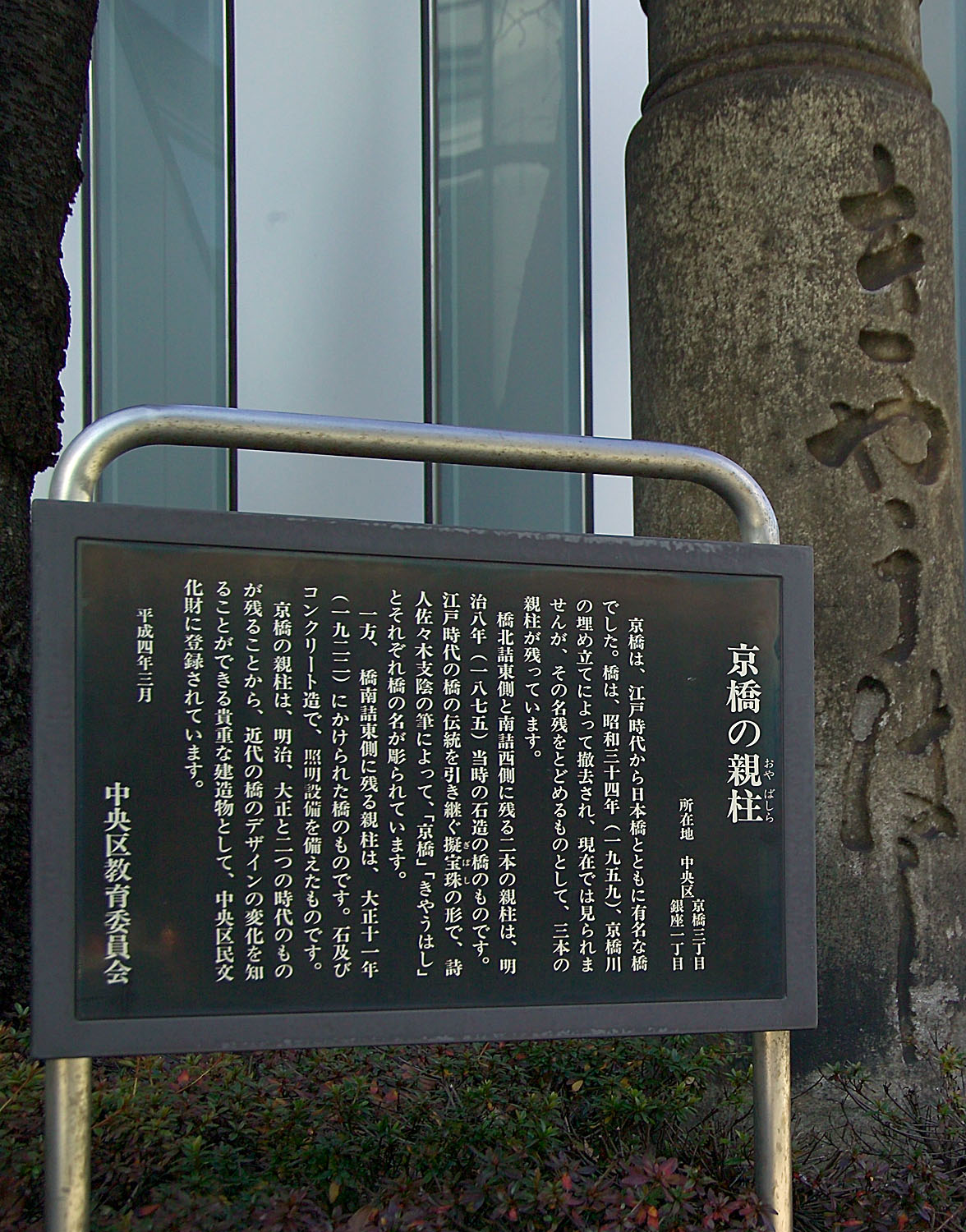
Le pilier Kyōbashi no Oyabashira est le seul vestige du pont Kyôbashi

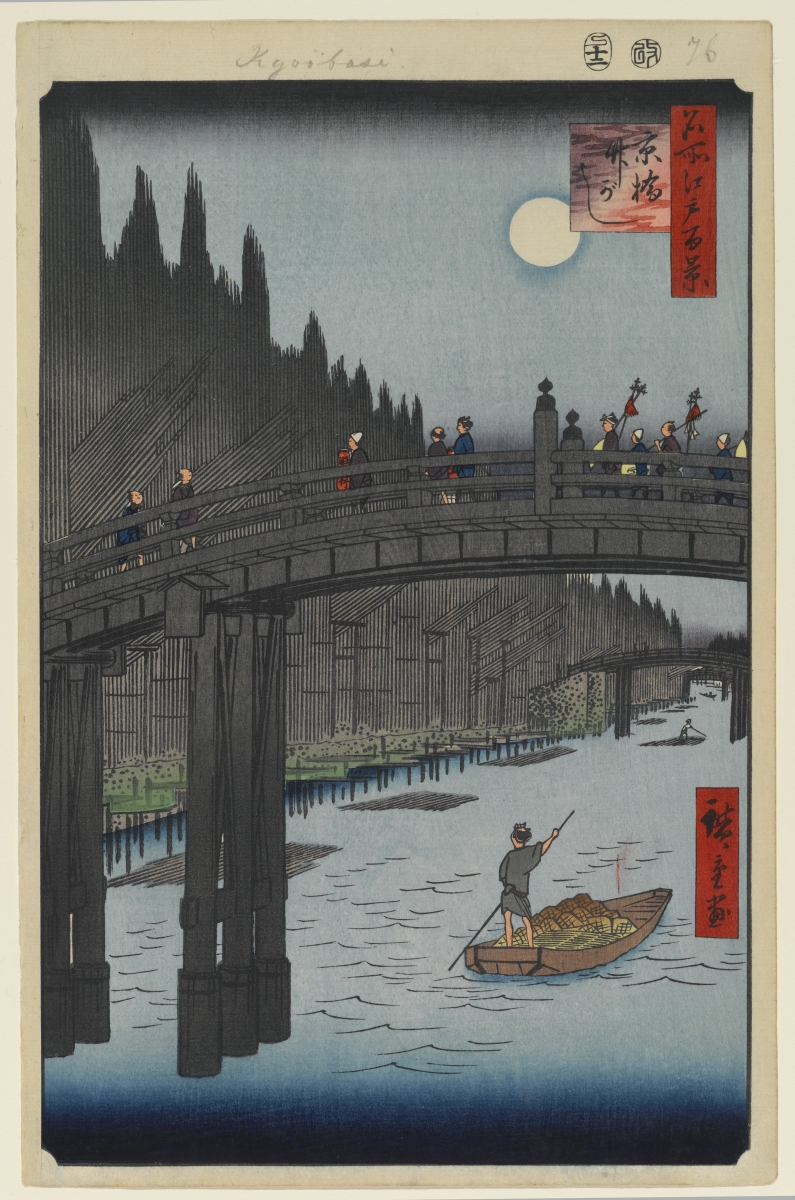
"Le quai de Bambou près du pont de Kyōbashi" est l'une des "Cent vues d'Edo" de Hiroshige - (Brooklyn Museum)

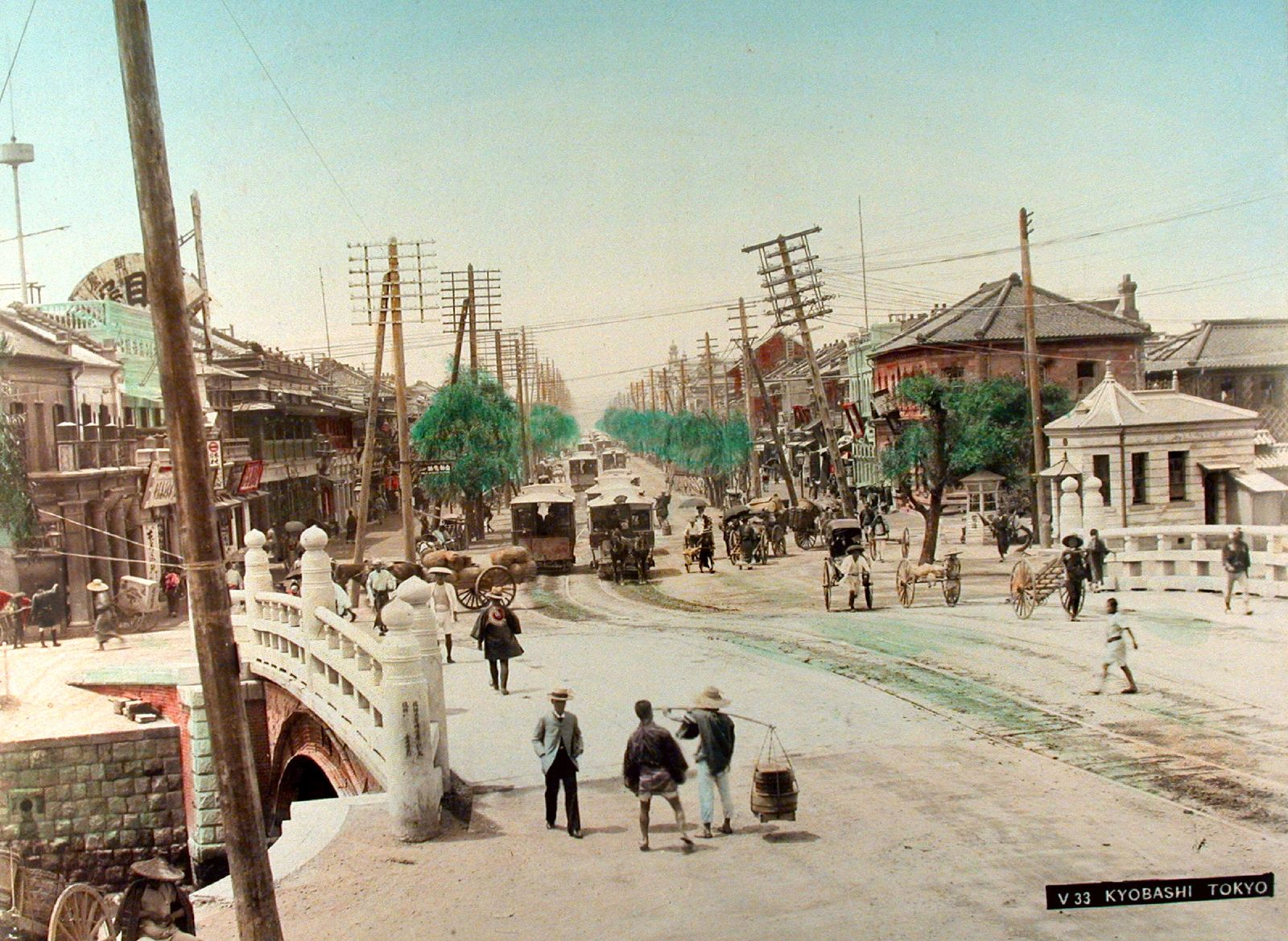
Une vue de Kyobashi et l'avenue Ginza à Tokyo, c1890

Le Kyōbashi (« Pont de la capitale » en japonais) reliait Ginza au quartier de Kyôbashi. Ce pont était l'un des célèbres ponts d'Edo (ancienne Tokyo) tout comme Nihonbashi. Ce pont fut détruit lorsque la rivière fut asséchée en 1959. Seul un pilier de cet ancien pont subsiste aujourd'hui.